# Serra de Salàs
La Serra de Salàs és una serra, paradoxalment, del terme municipal de Tremp (nord-oest), dins de l'antic terme de Gurp de la Conca, del Pallars Jussà.
És la serra que des del pic de Roca Lleuda baixa cap al sud-est, en direcció a la vila de Salàs de Pallars, però sense trepitjar mai el seu terme.
Està delimitada al nord-est pel barranc de Fontfreda i al sud-oest pel barranc del Clot del Roure.